# Rovnoběžnost
Rovnoběžnost je v geometrii vztah (relace) mezi dvěma přímkami, přímkou a rovinou anebo dvěma rovinami.
Dvě přímky v dvourozměrné Eukleidově rovině nazveme rovnoběžné, pokud se neprotínají. Podobně dvě přímky ve vícerozměrném eukleidovském prostoru se nazývají rovnoběžné, pokud leží v nějaké dvourozměrné rovině a neprotínají se. Ekvivalentně, směrové vektory obou přímek jsou až na násobek stejné.
Obecněji se v afinní geometrii definuje, že dva afinní podprostory jsou rovnoběžné, pokud jsou jejich vektorové prostory v inkluzi.